# Ga Kkachisan
Ga Kkachisan (Tiếng Hàn: 까치산역, Hanja: 까치山驛) là ga tàu điện ngầm và ga trung chuyển trên Tàu điện ngầm vùng thủ đô Seoul tuyến 5, cũng như ga cuối phía Tây Bắc của Tuyến nhánh Sinjeong của Tàu điện ngầm Seoul tuyến 2 ở Hwagok-dong, Gangseo-gu, Seoul.

## Lịch sử
- 20 tháng 3 năm 1996: Khai trương đoạn Banghwa ~ Kachisan của Tàu điện ngầm Seoul tuyến 5, đồng thời mở rộng phần mở rộng của Ga Sinjeongnegeori ~ Ga Kachisan của Tàu điện ngầm Seoul tuyến 2.
- 12 tháng 8 năm 1996: Nó trở thành ga trung gian với phần mở rộng của Tàu điện ngầm Seoul tuyến 5 từ Ga Kachisan ~ Ga Yeouido.

## Bố trí ga
| Bắt đầu·Kết thúc  | Hwagok ↑   |
| \| E/WE/B \| W/B  |            |
| ↓ Sinjeongnegeori | ↓ Sinjeong |

| Hướng Tây  | ● Tuyến nhánh Sinjeong | ← Hướng đi Sindorim                     |
| Hướng Tây  | ● Tuyến 5              | ← Hướng đi Banghwa                      |
| Hướng Đông | ● Tuyến 5              | → Hướng đi Hanam Geomdansan · Macheon → |

## Vùng lân cận
| Lối ra \| 나가는 곳 \| Exit \| 出口 | Lối ra \| 나가는 곳 \| Exit \| 出口                                   |
| ----------------------------------- | --------------------------------------------------------------------- |
| 1                                   | Hwagok 8-dong Chợ Kkachisan                                           |
| 2                                   | Hwagok 2-dong Trung tâm Dịch vụ Cộng đồng Hwagok 8-dong               |
| 3                                   | Hwagok 1-dong Trung tâm Dịch vụ Cộng đồng Hwagok 1-dong Gomdallae-gil |
| 4                                   | Đường hầm Hwagok Trường trung học cơ sở Hwawon                        |

## Hình ảnh

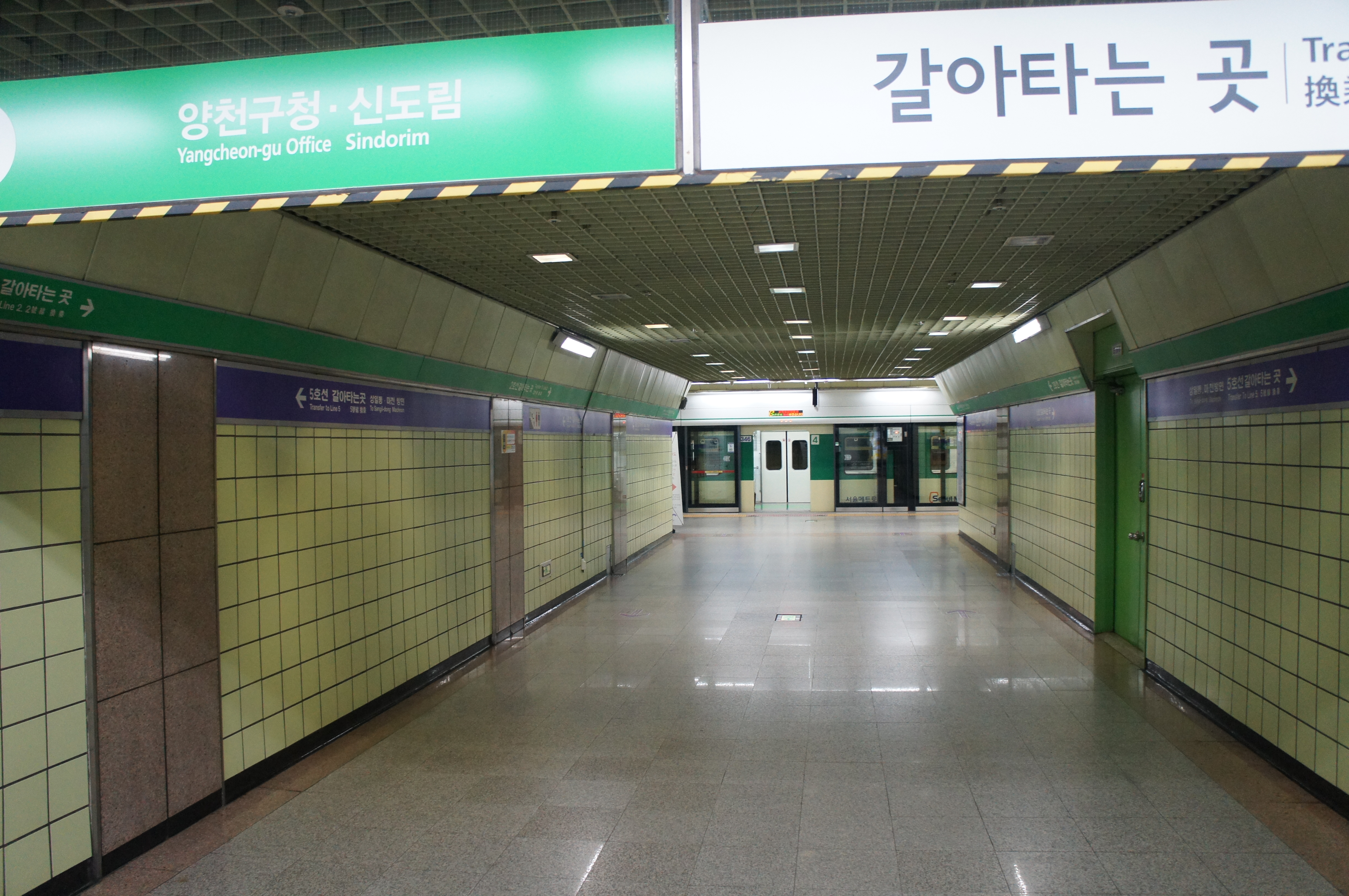
Lối đi chuyển tuyến
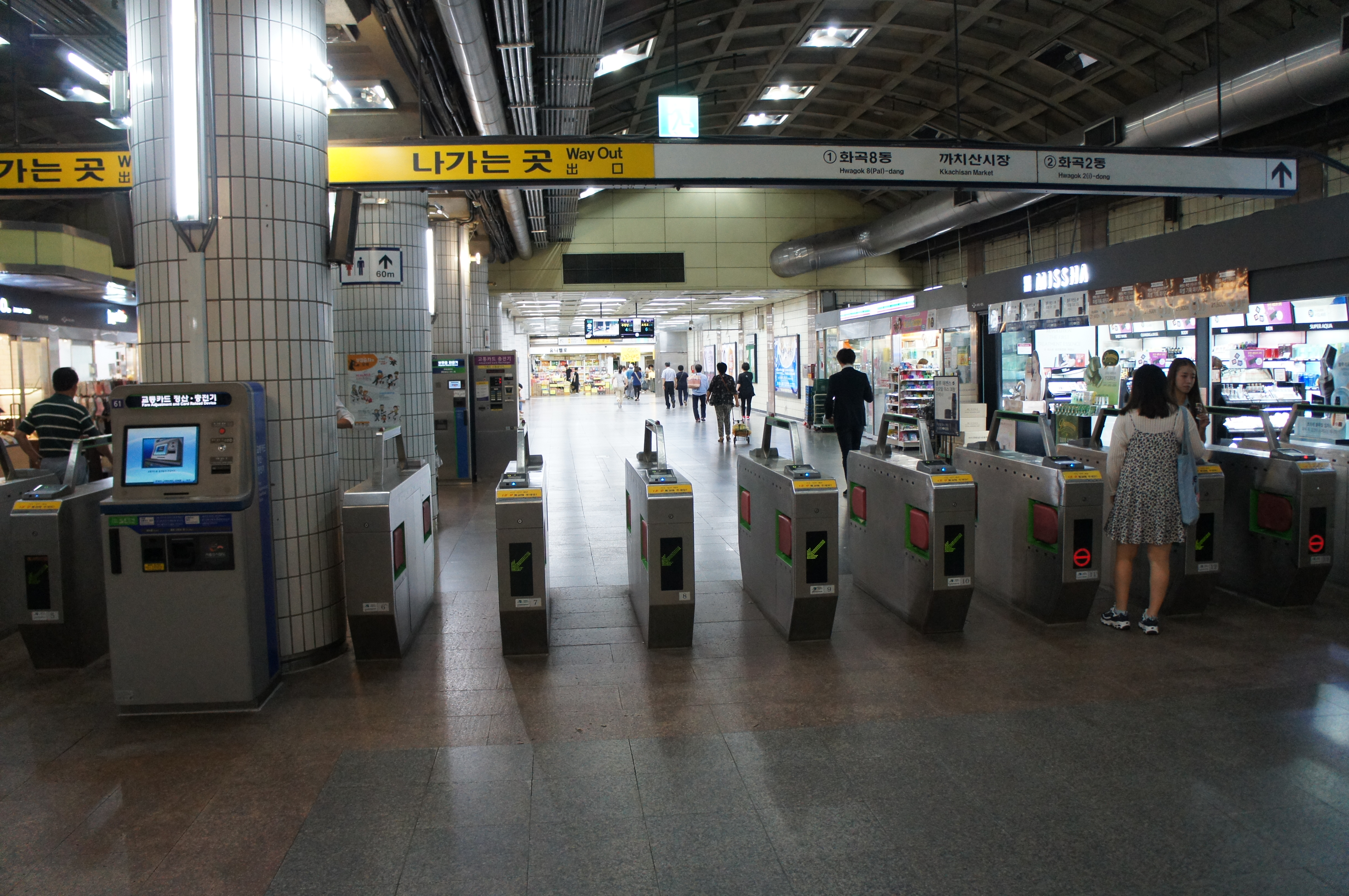
Cửa soát vé
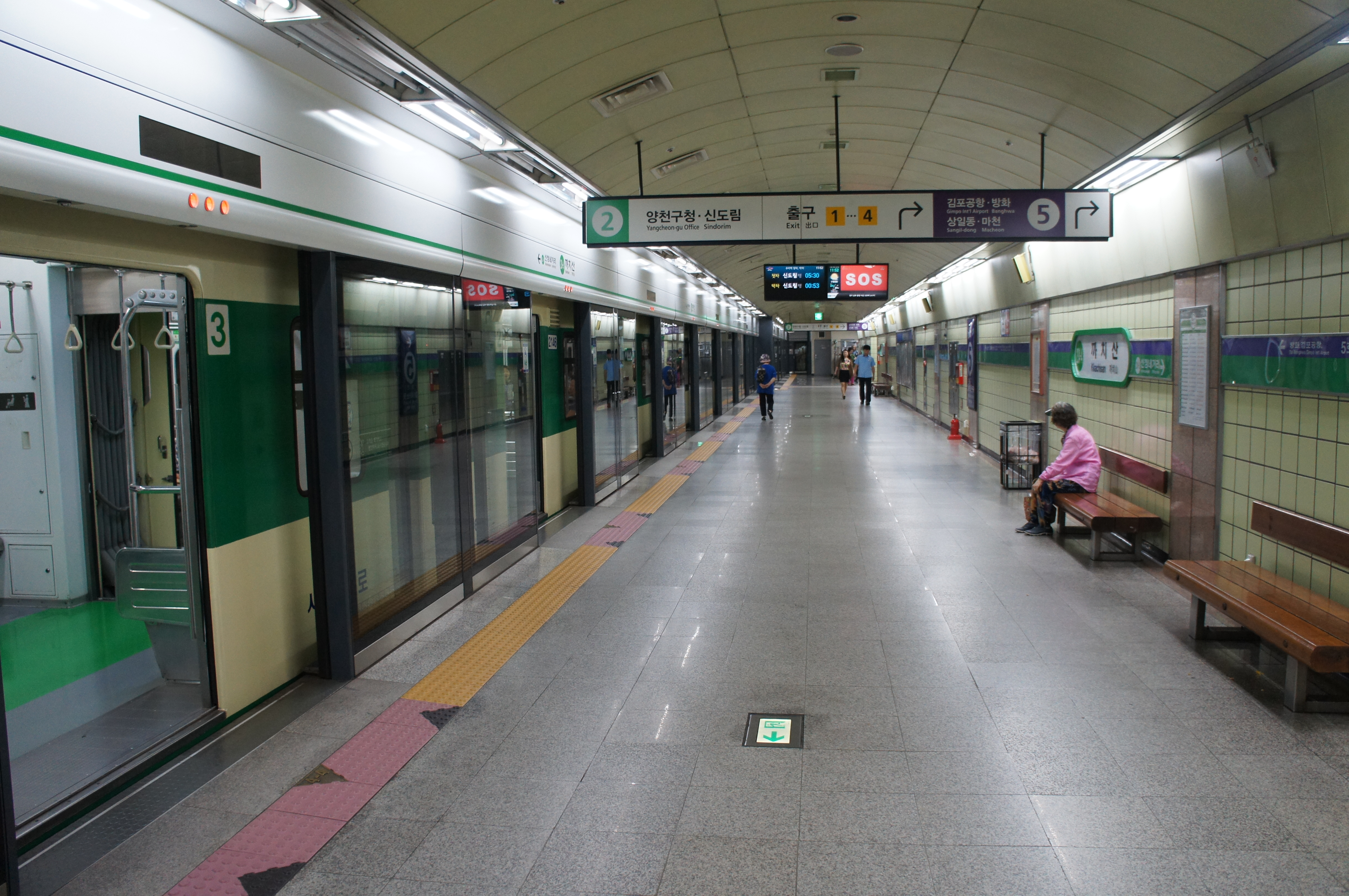
Sân ga Tuyến 2
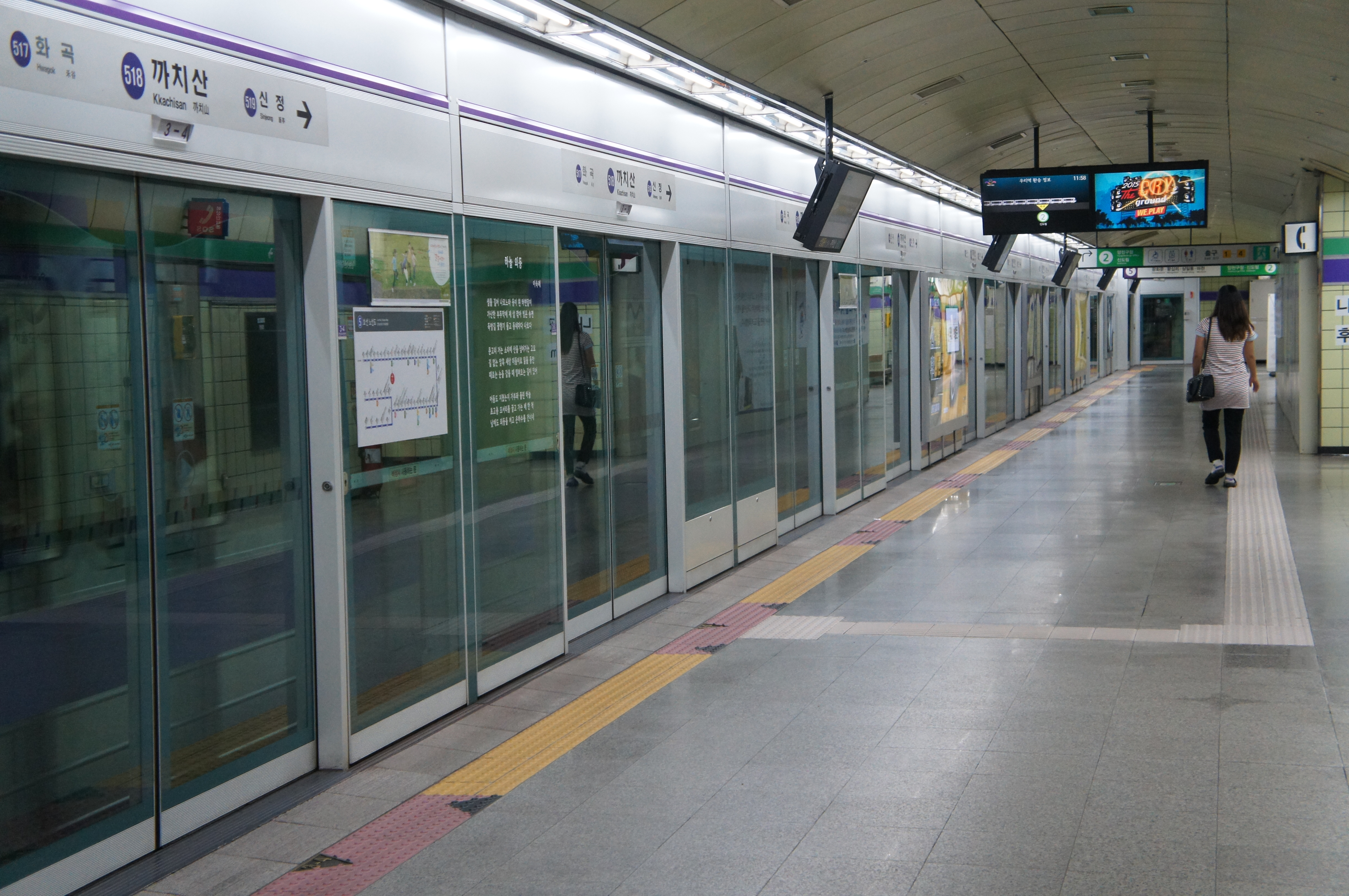
Sân ga Tuyến 5